# Isuzu Serie 4J
I motori Isuzu Serie 4J sono una piccola famiglia di motori diesel prodotti dal 1988 al 2002 dalla Casa automobilistica giapponese Isuzu.

## Caratteristiche e versioni

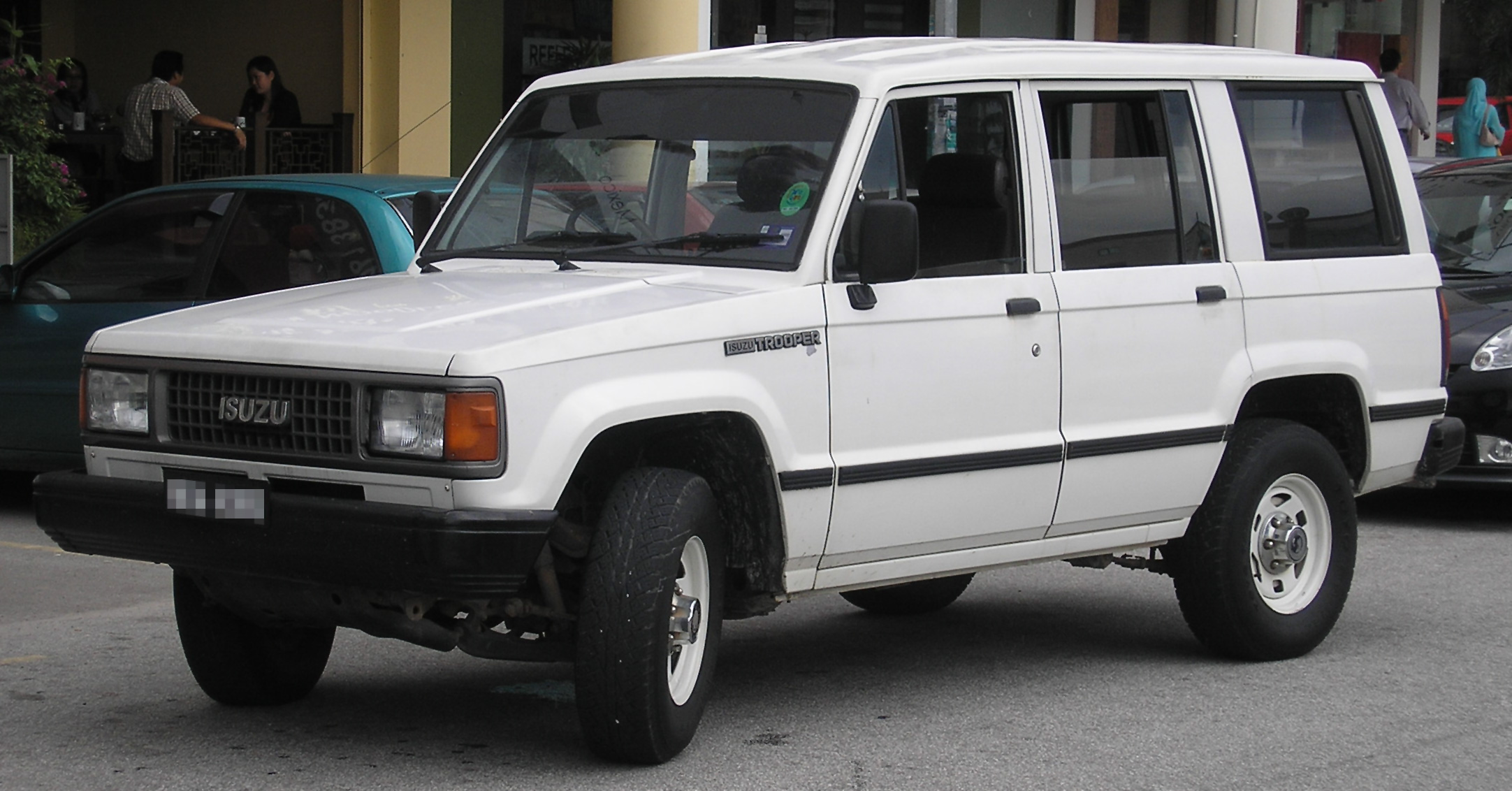
Le ultime Isuzu Trooper di prima generazione sono state tra le prime a montare un motore Isuzu 4J

Questa piccola famiglia di motori Isuzu è stata realizzata dalla Casa di Tokyo per equipaggiare alcuni modelli di nicchia, in particolare le Isuzu Trooper e le Isuzu della famiglia MU Wizard. Si tratta di motori diesel di grossa cilindrata, proposti in diverse versioni. Tali motori hanno consacrato la Isuzu come uno dei migliori costruttori al mondo di motori diesel. I motori della Serie 4J hanno conosciuto profonde evoluzioni che li hanno portati a passare dalle più classiche alle più moderne soluzioni tecnologiche. Per esempio, i primi motori 4J montavano un albero a camme laterale (schema OHV), mentre i più recenti sono bialbero in testa con tecnologia di tipo common rail. Perciò sono poche le caratteristiche in comune tra le varie versioni e varianti che si sono succedute nel tempo. Tra queste possiamo ricordare:
- architettura a 4 cilindri in linea;
- albero a gomiti su 5 supporti di banco.

In seguito, tale famiglia di motori è stata introdotta anche nelle versioni europee ed australiane di alcuni modelli, come le Opel/Vauxhall/Holden Frontera e le Opel/Vauxhall Monterey ed Holden Jackaroo.

La famiglia dei motori della Serie 4J si articola in più versioni. Di seguito vengono illustrate le principali di queste versioni.

## Versione da 2.8 litri

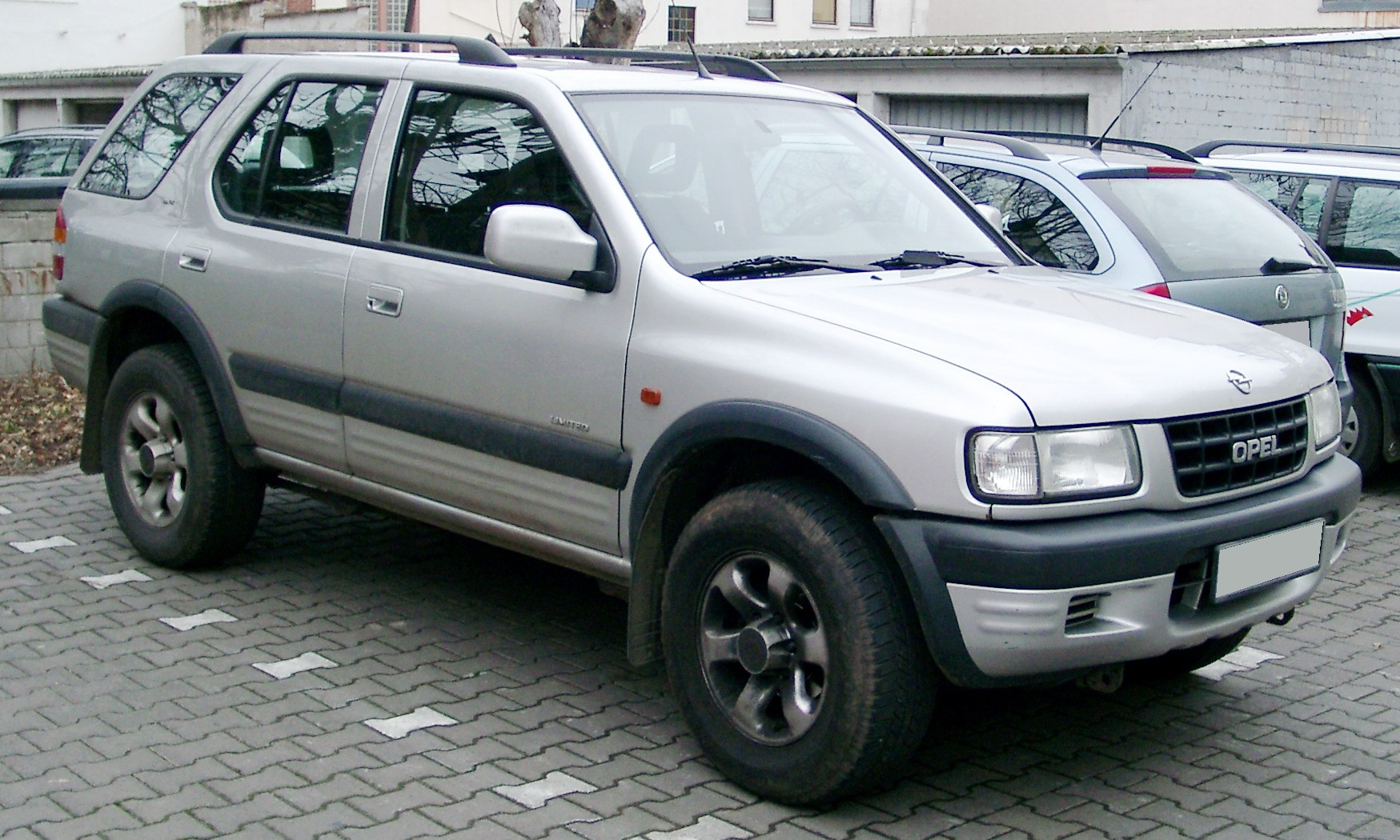
Le Opel Frontera sono state tra i più classici esempi di applicazione di un 2.8 della famiglia 4J

Quella da 2.8 litri è stata in ordine cronologico la prima versione dei diesel della serie 4J. Da tale versione, quindi, sarebbero poi derivate tutte le altre. Il 2.8 4J era caratterizzato da misure di alesaggio e corsa pari a 93x102 mm, per una cilindrata di 2771 cm³. Come nei successivi 2.5 e 3.1 che sarebbero arrivati pochi anni dopo, anche il 2.8 4J montava la distribuzione a valvole in testa con asse a camme laterale e due valvole per cilindro. Questo motore è stato proposto in più varianti, sia aspirate che sovralimentate (queste ultime sia con intercooler che senza).

### 4JB1-T
Questa è la primissima variante del 2.8 e la primissima variante in generale dei motori 4J di Isuzu. Questa variante era sovralimentata mediante turbocompressore, ma senza intercooler, ed aveva un rapporto di compressione pari a 17.5:1. La potenza massima era compresa tra 93 e 101 CV a 3600 giri/min, a seconda dei modelli su cui questo motore veniva montato. Per lo stesso motivo, anche la punta massima di coppia motrice era variabile, ed esattamente tra 172 e 200 N·m a 2000 giri/min.

Questo motore ha trovato applicazione sulle Isuzu Trooper Mk1 2.8 TD (1987-89).

### 4JB1
Questa sigla indica la variante aspirata del 2.8 4J di Isuzu, la seconda in ordine cronologico, dopo l'unità 4JB1-T. Si tratta di una variante caratterizzata da un rapporto di compressione di 18.2:1 e dall'alimentazione ad iniezione diretta. La potenza massima raggiungeva 80 CV a 3600 giri/min, con una coppia massima di 175 N·m a 2000 giri/min. Tale motore è stato montato sulle Isuzu Bighorn Mk1 2.8 D (1988-92).

### 4JB1-TC
Introdotta anch'essa nel 1988, questa variante si distingue dalle altre due per la sovralimentazione (turbocompressore IHI) affiancata dall'intercooler. Il rapporto di compressione era di 18.2 ed i valori di potenza massima spaziavano tra i 90 ed i 113 CV a 3600 giri/min, a seconda dei modelli su cui veniva montato. Stesso discorso per la coppia massima, compresa tra 196 N·m a 2000 giri/min e 242 N·m a 2100 giri/min.

Le versioni meno potenti, ma più ricche di coppia a bassi regimi, sono state montate su autocarri Isuzu, come il camion Elf/serie NHR 150 Carrier. Una versione intermedia, in grado di erogare 108 CV di potenza massima, ha trovato applicazione sulle Isuzu Trooper 2.8 DI TD ic prodotte tra il 1988 ed il 1992. Un'ulteriore versione intermedia, in grado di erogare 100 CV a 3800 giri/min e 225 N·m a 1800 giri/min, è stata montata su alcuni modelli pick-up della Casa giapponese. Le versioni di punta hanno invece trovato applicazione su:
- Isuzu Trooper/Bighorn Mk1 2.8 TDI (1988-91);
- Isuzu Trooper/Bighorn Mk2 2.8 TDI (1991-98);
- Opel Frontera 2.8 TDI (1995-96).

## Versioni da 2.5 litri
Nella storia dei motori della Serie 4J ci sono state due differenti versioni da 2.5 litri, completamente differenti tra loro pur appartenendo alla stessa famiglia.

Una di queste versioni è nata all'inizio degli anni novanta, mentre l'altra è stata introdotta a metà anni 2000. Entrambe hanno lo stesso identico valore di cilindrata, 2499 cm³, ma si tratta di fatto di due versioni molto diverse tra loro.

### Motore 2.5 OHV: 4JA1

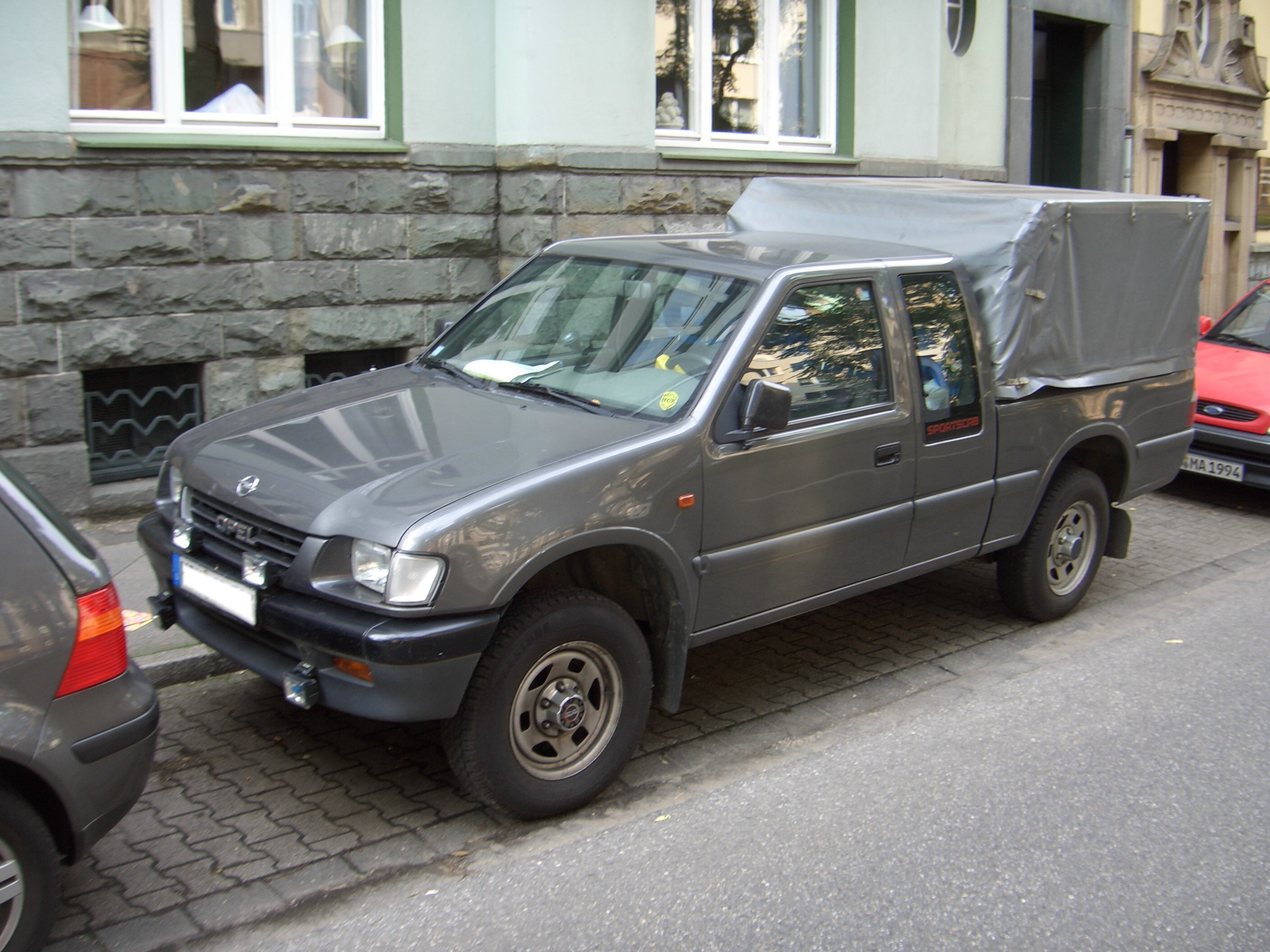
La Opel Campo, versione europea dell'Isuzu TF, montava il 2.5 diesel OHV aspirato

Il primo dei motori 4J da 2.5 litri è stato introdotto nel 1990 e nasce dall'accorciamento della corsa del 2.8, corsa portata da 102 a 92 mm. Invariato l'alesaggio, rimasto a 93 mm. Si tratta di uno dei motori più classici nella sua impostazione meccanica, poiché possiede caratteristiche come la distribuzione a valvole in testa con albero a camme nel basamento, aste e bilancieri e con testata a due valvole per cilindro. Nello stesso tempo, però, questi motori vantavano l'impiego dell'alimentazione ad iniezione diretta, soluzione che migliora il rendimento del motore. Questo motore è stato proposto in più varianti, le cui caratteristiche sono riportate di seguito.

#### 4JA1
Questa sigla indica la più elementare tra le varianti del 2.5 litri 4J OHV. Tale variante era un diesel aspirato caratterizzato da un rapporto di compressione di 18.4:1. La potenza era di 68 CV a 3600 giri/min, mentre la coppia massima raggiungeva 176 Nm a 2000 giri/min. A partire dal 1992 il motore 4JA1 è stato portato ad erogare fino a 76 CV.

Tale motore è stato montato su:
- Isuzu Faster TF 2.5 Diesel (1990-94);
- Opel Campo 2.5 D (1992-94);
- Vauxhall Brava 2.5 D (1992-94).

#### 4JA1-T
Questa variante ha sostituito l'unità motrice 4JA1. Si tratta di fatto di una variante sovralimentata mediante turbocompressore a bassa pressione. Con un rapporto di compressione di 17.7:1, la potenza massima sviluppata era di 79 CV a 3900 giri/min, con coppia massima di 176 N·m a 1800 giri/min. Questo motore, introdotto nel 1994, è stato utilizzato fino al 2004. Le applicazioni comprendono:
- Isuzu TF 2.5 Turbodiesel (1994-02);
- Isuzu D-Max 2.5 TD, non per l'Italia (2002-04);
- Opel Campo 2.5 TD (1994-02);
- Vauxhall Brava 2.5 TD (1994-02)

#### 4JA1-L
Il motore 4JA1-L rappresenta la massima evoluzione del 2.5 litri 4J a valvole in testa. Questo motore deriva dall'unità 4JA1-T che sostituisce, e della quale conserva anche la sovralimentazione a bassa pressione. Rispetto alla precedente unità motrice, però, viene introdotta la tecnologia common rail. Il rapporto di compressione è di 18.5:1. Questo motore viene offerto in due varianti di potenza, a seconda dei mercati: 81 ed 85 CV a 3900 giri/min, con punte di coppia di 176 N·m a 1700 giri/min o 185 N·m a 2000 giri/min.

Questo motore è stato montato su modelli destinati a mercati asiatici, come il Panther, il Crosswind e le versioni locali dei pick-up D-Max.

### Motore 2.5 DOHC: 4JK1

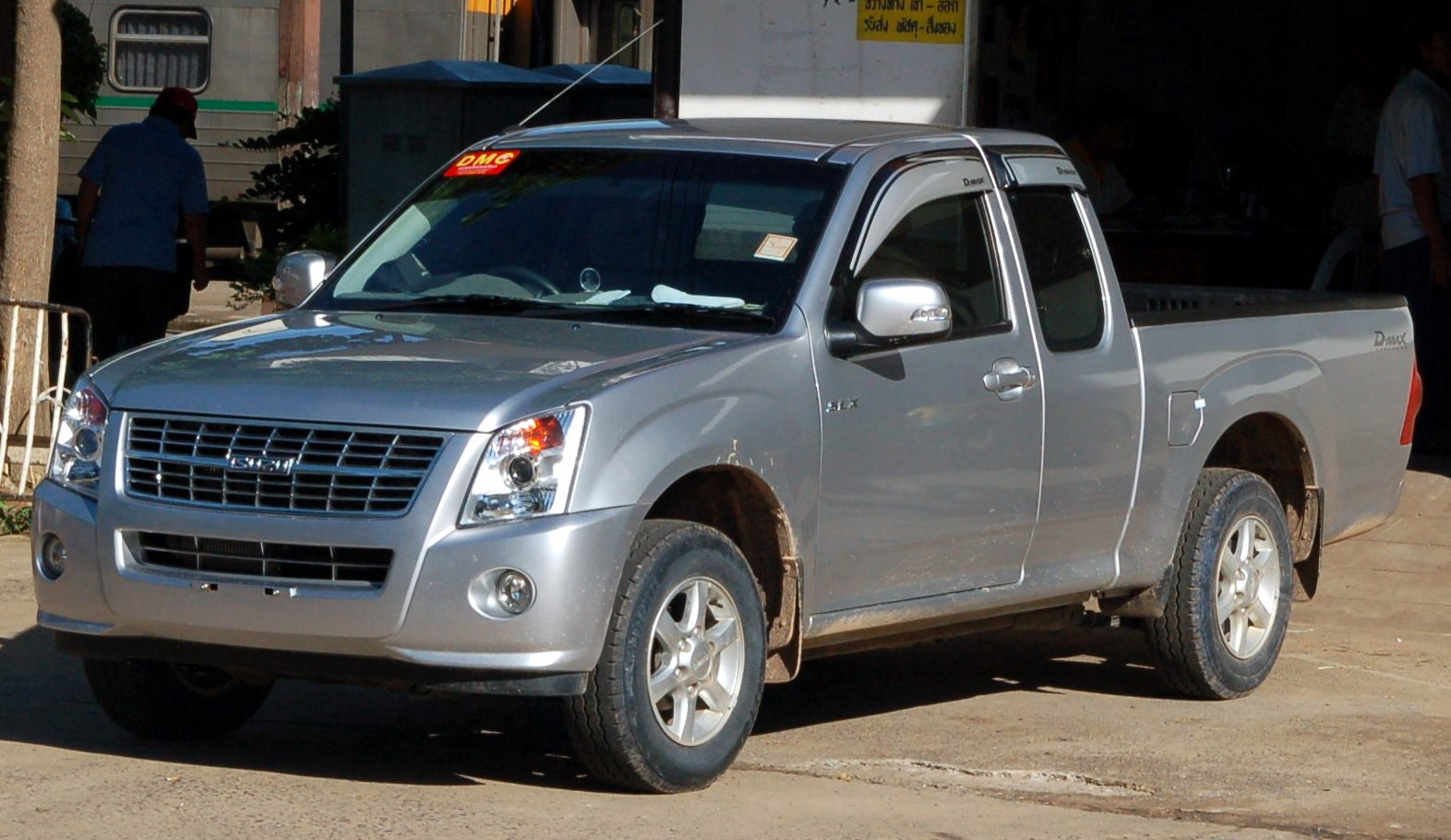
Il 2.5 4JK1 è stato montato anche sulle nuove D-Max

Nel 2005 è stato introdotto un nuovo 2.5, sempre appartenente alla famiglia 4J, ma diversissimo dal precedente 2.5. Il nuovo 2.5 nasce infatti sulla base dei motori 4J da 3 litri, rispetto ai quali è stata accorciata la corsa, passata da 104.9 ad 87.4 mm. La cilindrata è rimasta però identica a quella del 2.5 OHV, e cioè pari a 2499 cm³.

L'altra grossa novità relativa a questo motore 2.5 sta nella nuova testata, ridisegnata per ospitare la nuova distribuzione bialbero in testa a 4 valvole per cilindro.

Questo nuovo 2.5 va ad affiancarsi nella gamma dei motori 4J al vecchio 2.5 OHV da 81-85 CV, ovviamente nei mercati dove quest'ultimo è previsto.

#### 4JK1-TC
La variante più nota del nuovo 2.5 è siglata 4JK1-TC ed è un 2.5 dotato oramai necessariamente dell'iniezione diretta common rail. Il turbocompressore in questo caso non lavora a bassa pressione ma a livelli più spinti ed è inoltre dotato di intercooler. Con un rapporto di compressione di 18.3:1, la potenza massima raggiunge inizialmente 116 CV a 3600 giri/min, mentre la coppia massima è di 280 N·m tra 1800 e 2200 giri/min.

Ma già nel 2006 il motore subisce sostanziosi interventi, che includono tra l'altro l'adozione di un tubocompressore a geometria variabile. La potenza massima sale così a 136 CV a 3600 giri/min, con un picco di coppia pari a 294 N·m pressoché costanti tra 1800 e 3200 giri/min.

Questo motore viene montato sulle Isuzu D-Max 2.5 Diesel, prodotte dal 2006.
Dal 2012 il motore subisce un ulteriore intervento solo per il mercato europeo, viene dotato di un doppio turbo e  la potenza massima sale a 163 cv con un picco di coppia di 400 Nm tra 1400 e 2100 giri/min

### Versione da 3.1 litri

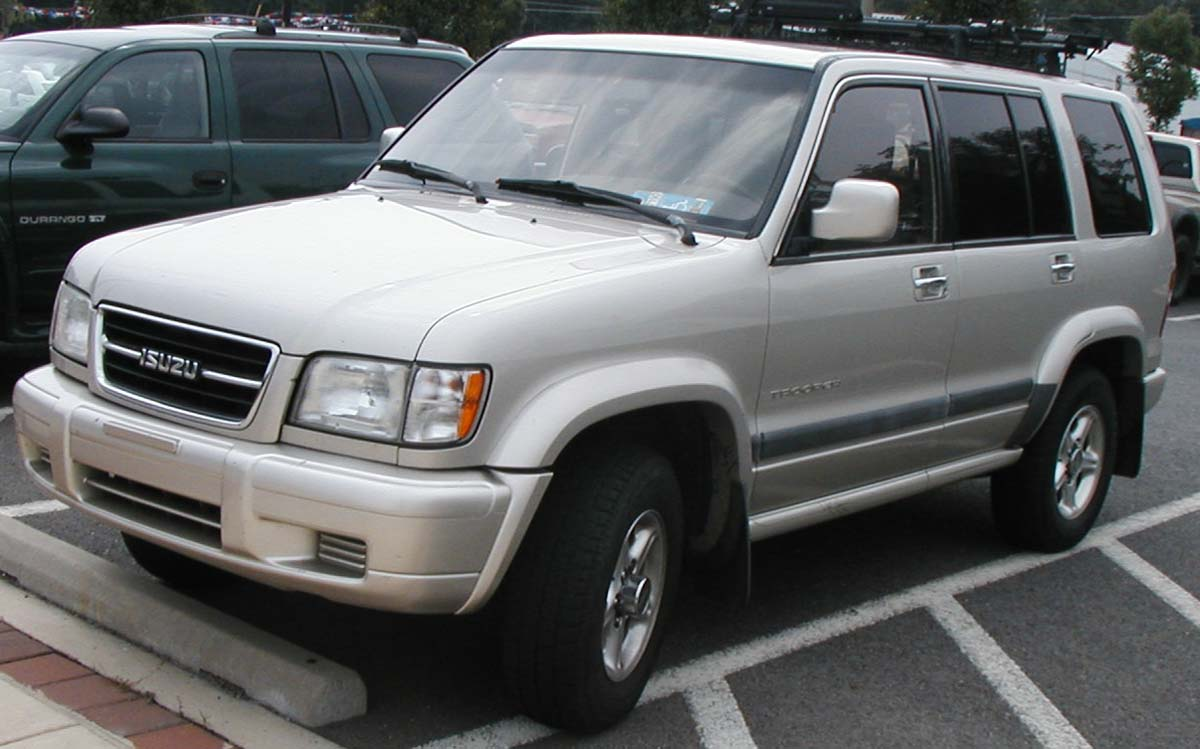
Le Isuzu Trooper seconda serie montavano anche motori 4J da 3.1 litri

La versione da 3.1 litri dei motori 4J di Isuzu viene indicata con la sigla 4JG. Essa è caratterizzata da misure di alesaggio e corsa di 95.4x107 mm, per 3059 cm³ di cilindrata complessiva. La distribuzione è a valvole in testa con asse a camme nel basamento, aste e bilancieri, mentre l'alimentazione è ad iniezione diretta. 

Di questo motore sono state proposte due versioni, una aspirata e l'altra sovralimentata.

#### 4JG2-NA
Questa sigla indica la variante aspirata del 3.1 4J. Essa è caratterizzata da un rapporto di compressione pari a 20:1, con una potenza massima di 90 CV a 3600 giri/min ed una coppia massima di 204 N·m a 2000 giri/min. Questo motore è stato montato su alcune versioni della Isuzu Trooper seconda serie.

#### 4JG2-TC
Questa variante è la più conosciuta tra le due e fa uso di un turbocompressore IHI corredato di intercooler. Il rapporto di compressione era di 20:1 anche in questo caso, valore reso possibile dall'efficienza del gruppo turbo/scambiatore di calore che permette sollecitazioni maggiori (solitamente un motore sovralimentato ha un rapporto di compressione inferiore a quello della corrispondente versione aspirata). In questo modo è possibile ottenere una potenza massima di 113 CV a 3600 giri/min, con un picco di coppia pari a 260 N·m a 2000 giri/min.

Questo motore è stato montato su:
- Isuzu Trooper/Bighorn Mk2 3.1 TD (1991-98);
- Opel Monterey 3.1 TD (1991-98).

### Versione da 3 litri
Introdotta nella seconda metà degli anni novanta, la versione da 3 litri dei motori 4J costituisce in realtà una piccola famiglia nella famiglia. Infatti, non è esistito un unico 3 litri di base in più varianti, ma ben tre diversi 3 litri. Definirli veramente diversi è comunque un'affermazione azzardata, in quanto la base è identica ed è rappresentata da un monoblocco quadricilindrico con misure di alesaggio e corsa pari a 95.4x104.9 mm in tutti e tre i casi, misure che consentono il raggiungimento di una cilindrata di 2999 cm³.

Le differenze sostanziali fra le tre sottoversioni, indicate a loro volta con sigle differenti, sono le seguenti:
- 4JH1: motore a valvole in testa con asse a camme nel basamento, aste e bilancieri;
- 4JX1 e 4JJ1: motore bialbero con tecnologia common rail.

In ogni caso, l'alimentazione è sempre e comunque ad iniezione diretta.

#### 4JH1
Il motore 4JH1 è quello con distribuzione a valvole in testa. Questo motore è stato proposto in due varianti, entrambe sovralimentate mediante turbocompressore, ma una con intercooler e l'altra senza.
- La versione senza intercooler porta la sigla 4JH1-T ed è caratterizzato da un rapporto di compressione di 17.7. È accreditato di una potenza massima di 120 CV a 3800 giri/min, con una coppia massima di 245 N·m a 2000 giri/min. Tra le sue applicazioni, troviamo i pick-up Isuzu, ossia gli Isuzu TF 3.0 TD prodotti dal 2001 al 2002 ed i primi Isuzu D-Max 3.0 TD prodotti dal 2002 al 2004.
- La versione con intercooler, invece, è siglata 4JH1-TC. Il suo rapporto di compressione è stato innalzato a 18.3:1. Grazie a ciò, la potenza massima ha potuto raggiungere 130 CV a 3400 giri/min, con un picco di coppia pari a 280 N·m a 1700 giri/min (se applicato ad un veicolo con cambio automatico, la coppia sale a 294 N·m).

Le applicazioni comprendono tra le altre i camion Isuzu della serie N ed i pick-up D-Max previsti per alcuni mercati.

#### 4JX1
Introdotto nel 1998, il motore 4JX1 costituisce un salto evolutivo enorme rispetto al motore 4JH1 (che comunque rimane in produzione in affiancamento al 4JX1 stesso). Il nuovo motore propone infatti l'iniezione diretta common rail e la nuova distribuzione a doppio asse a camme in testa. 

Il motore 4JX1 è noto agli appassionati nelle due  varianti 4JX1-T e 4JX1-TC, entrambi sovralimentati, ma il primo senza intercooler.

Di seguito vengono riportate le caratteristiche dei due propulsori.
- 4JX1-T: questa variante è quella senza intercooler: a fronte di un rapporto di compressione pari a 19:1, la potenza massima raggiungibile è di 146 CV a 4100 giri/min, mentre la coppia massima è di 294 N·m a 2000 giri/min. Tra le applicazioni di questo motore va ricordato il fuoristrada Isuzu Wizard, la cui versione equipaggiata dal motore 4JX1-T è stata prodotta dal 2000 al 2004.
- 4JX1-TC: questa variante è quella dotata di intercooler. Mentre il rapporto di compressione rimane invariato a 19:1, le prestazioni aumentano sensibilmente. In particolare, la potenza massima raggiunge 160 CV a 3900 giri/min, con un picco di coppia motrice pari a 333 N·m a 2000 giri/min. Questo motore è stato montato su:
  - Isuzu Bighorn/Trooper 3.0 DI 16v TDI (1998-2002);
  - Opel/Vauxhall Monterey 3.0 16v DTI (1998-99).

#### 4JJ1
I primi motori 4JJ1 sono stati introdotti nel settembre 2004. Il motore 4JJ1 è stato pensato per sostituire sia il motore 4JH1, sia il motore 4JX1, la cui diffusione è stata limitata ad alcuni mercati (tra cui quello italiano). Rispetto a questi ultimi, il motore 4JJ1 monta una testata in lega leggera, sempre bialbero come nel caso del motore 4JX1. Con quest'ultimo viene condivisa anche la tecnologia common rail, ma più evoluta e raffinata. Tre sono le versioni conosciute in cui il motore 4JJ1 è disponibile e le caratteristiche di tali versioni sono riportate di seguito.
- 4JJ1-TC: questa versione è la meno potente delle tre, ma monta già un intercooler. La potenza massima raggiunge 136 CV a 3600 giri/min, mentre la coppia massima è identica a quella dell'unità 4JH1-TC, ma cambia il tipo di erogazione, in quanto i 280 N·m di coppia massima si hanno stavolta in maniera pressoché uniforme tra i 1200 ed i 3400 giri/min. Tra le applicazioni di questo motore troviamo le Isuzu D-Max prodotte a partire dal 2004.
- 4JJ1-TCS: questa variante dalle prestazioni intermedie monta un turbocompressore a geometria variabile, nonché, come su molti altri motori diesel di questa ed altre famiglie, anche il sistema di ricircolo dei gas di scarico, che abbatte l'emissione di ossidi di azoto. Con un rapporto di compressione di 17.5:1, la potenza massima raggiunge 148 Cv a 2800 giri/min, con una coppia massima di 375 N·m ad un regime compreso tra 1800 e 2800 giri/min. È stato concepito per equipaggiare i camion della famiglia ELF (gli Isuzu NNR 200).
- 4JJ1-TCX: la variante più potente delle tre appartenenti alla versione 4JJ1, introdotta nel 2006, è caratterizzata da un rapporto di compressione identico a quello delle altre due varianti, ma grazie ad altri accorgimenti la potenza è lievitata a 163 CV a 3600 giri/min, con un picco di coppia pari a 333 N·m in un range compreso tra 1600 e 3200 giri/min. Questo motore è stato montato sulle Isuzu D-Max 3.0 TD e le Isuzu MU-X. Nel caso in cui questo modello sia provvisto di cambio automatico, la coppia massima raggiunge 360 N·m tra 1800 e 3200 giri/min.